# Cola acuminata
A cola (Cola acuminata), também conhecida como ervilha-de-pombo, jero ou obi, é uma árvore nativa da faixa equatorial africana cujos frutos são conhecidos pelos nomes de noz-de-cola ou obi. Pertence à família Malvaceae, a mesma família do cacau.

## Etimologia
"Cola" é originário de uma língua indígena do Sudão. "Órobo" é proveniente do grego órobos. "Obi" tem origem africana.

## Descrição
São árvores de baixa estatura, tronco cinzento, folhagem brilhante. As flores são unissexuais, brancas ou amarelo-creme com as pontas das pétalas vermelho-escuro, e raios da mesma cor próximo ao centro. Os frutos são cápsulas secas, que se abrem ao secar liberando as sementes.
A substância cola, usada na forma de xaropes, em bebidas e refrigerantes, é obtida do pó da noz desta árvore. Essas nozes são muito ricas em cafeína.
A cola é produzida nos países da África central, Sudeste Asiático e América do Sul, onde o clima quente e úmido facilita seu cultivo.

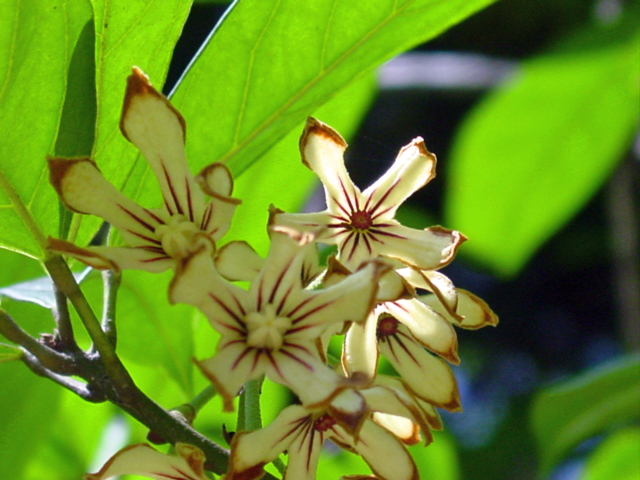
Flores de Cola acuminata.